# بوتیمار شرنک
بوتیمار شرنک (نام علمی: Ixobrychus eurhythmus) نام یک گونه از سرده غمخورک‌ها است.